# I gemelli Edison
I gemelli Edison (The Edison Twins) è una serie televisiva canadese in 78 episodi trasmessi per la prima volta nel corso di 6 stagioni dal 1984 al 1986. È una situation comedy per ragazzi con intenti educativi incentrata sulle vicende di un gruppo di amici.

## Trama
I gemelli Tom e Annie Edison, insieme al loro fratello minore Paul e ad altri compagni, in particolare quelli della scuola, risolvono con spirito scientifico i problemi grazie alla loro intelligenza superiore alla media. Ogni episodio si conclude con una breve sequenza animata che illustra un principio scientifico preso in esame nella trama dell'episodio. Il cognome "Edison" è un omaggio all'inventore Thomas Edison.

## Personaggi e interpreti
- Tom Edison (78 episodi, 1984-1986), interpretato da Andrew Sabiston
- Annie Edison (78 episodi, 1984-1986), interpretata da Marnie McPhail
- Paul Edison (78 episodi, 1984-1986), interpretato da Sunny Besen Thrasher
- Mrs. Edison (38 episodi, 1984-1986), interpretata da Elva Mai Hoover
- Joey (37 episodi, 1984-1986), interpretato da Michael Fantini
- Lance (28 episodi, 1984-1986), interpretato da Milan Cheylov
- Mr. Edison (27 episodi, 1985-1986), interpretato da Peter MacNeill
- Mr. Edison (25 episodi, 1984-1985), interpretato da Bob Desrosiers
- Larry (24 episodi, 1984-1985), interpretato da Corey Haim
- Terry (23 episodi, 1984-1985), interpretato da Hadley Obodiac
- Frankie (23 episodi, 1984-1985), interpretato da Matthew White
- Mrs. Edison (14 episodi, 1984), interpretata da Judith Norman
È la madre dei gemelli.
- Sergente Paganee (11 episodi, 1984-1985), interpretato da Brian George
- Gayle (5 episodi, 1984-1985), interpretata da Samantha Follows

## Produzione
La serie fu prodotta da Nelvana e Canadian Broadcasting Corporation in associazione con Disney Channel e Téléfilm Canada e girata a Toronto in Canada. Le musiche furono composte da Patricia Cullen.

### Registi
Tra i registi sono accreditati:
- Mario Azzopardi in 7 episodi (1984-1985)
- Timothy Bond in 7 episodi (1985-1986)
- Ron Kelly in 6 episodi (1984-1985)
- Don Haldane in 6 episodi (1985-1986)
- Alan Simmonds in 6 episodi (1985-1986)
- Donald Shebib in 4 episodi (1985-1986)
- Clive A. Smith in 3 episodi (1984-1985)
- Scott Barrie in 3 episodi (1985-1986)
- Allan Eastman in 2 episodi (1984)
- Peter Rowe in 2 episodi (1985)
- Steve DiMarco in 2 episodi (1986)

### Sceneggiatori
Tra gli sceneggiatori sono accreditati:
- David Young in 4 episodi (1986)
- Robert Sax in 3 episodi (1986)
- David Carol in 2 episodi (1984)
- Michael Hirsh in 2 episodi (1984)
- Patrick Loubert in 2 episodi (1984)
- Peter Sauder in 2 episodi (1984)
- Paul Ledoux in 2 episodi (1986)
- Guy Mullally in 2 episodi (1986)

## Distribuzione
La serie fu trasmessa in Canada dal 3 marzo 1984 al 17 marzo 1986 sulla rete televisiva CBC Television. In Italia è stata trasmessa su Canale 5 con il titolo I gemelli Edison. È stata distribuita anche negli Stati Uniti (su Disney Channel) e in Francia con il titolo Paul et les dizygotes.

## Episodi
| Stagione         | Episodi | Prima TV Canada | Prima TV Italia |
| ---------------- | ------- | --------------- | --------------- |
| Prima stagione   | 13      | 1984            |                 |
| Seconda stagione | 13      | 1985            |                 |
| Terza stagione   | 13      | 1985            |                 |
| Quarta stagione  | 13      | 1985-1986       |                 |
| Quinta stagione  | 13      | 1986            |                 |
| Sesta stagione   | 13      | 1986            |                 |